# Campodea fragilis
Campodea fragilis är en urinsektsart som beskrevs av Frederik Vilhelm August Meinert 1865. Campodea fragilis ingår i släktet Campodea och familjen Campodeidae. Arten är reproducerande i Sverige. Inga underarter finns listade.